# Facilitymanagement
Facilitymanagement ([fəˈsɪlɪtɪ ˌmænədʒmənt], gebräuchliche Abkürzung: FM; alternative Schreibweise Facility Management oder Facility-Management), auch Liegenschaftsverwaltung oder Gebäudemanagement, bezeichnet die Verwaltung und Bewirtschaftung von Gebäuden sowie deren technische Anlagen und Einrichtungen (englisch facilities). In Großbritannien, Australien und Kanada ist die Bezeichnung facility management üblich, in den USA ursprünglich facilities management. In Deutschland wurde dieser Anglizismus im April 2019 in der DIN EN ISO 41011 genormt.
Facilitymanagement ist eine eigene Wissenschaftsdisziplin und wird als Studiengang an 22 Hochschulen angeboten. Gebäude, Liegenschaften und betriebliche Abläufe werden im FM ganzheitlich betrachtet. Ziel der koordinierten Abwicklung von Prozessen ist dabei der rechtssichere Betrieb von Anlagen und Gebäuden, die Betriebs- und Bewirtschaftungskosten dauerhaft zu senken, Fixkosten zu flexibilisieren, die technische Verfügbarkeit der Anlagen zu sichern sowie den Wert von Gebäuden und Anlagen langfristig zu erhalten oder gar zu steigern.

## Begriff
Die DIN EN ISO 41011 definiert Facility (Einrichtung) als „Ansammlung von Assets (3.2.1), die gebaut, installiert oder errichtet wurden, um den Erfordernissen (3.1.4) einer Einheit (3.7.11) zu dienen“. Der Begriff Facility Management wird in dieser Norm gleichgesetzt mit Facilities Management, FM und Gebäudemanagement. Definiert wird er als „organisatorische Funktion, die Personen, Ort und Prozess (3.5.1) innerhalb der bebauten Umgebung (3.2.3) zu dem Zweck integriert, die Qualität (3.7.1) des Lebens von Personen und die Produktivität des Kerngeschäfts (3.1.7) zu verbessern“ Somit ist in dieser Norm u. a. die Spezifizierung durch innerhalb der bebauten Umgebung aufgenommen worden.
Zusammenfassend ist festzuhalten, dass in der gültigen deutschen Normung das Facility Management als strukturiertes Leistungsverhältnis zwischen Kerngeschäft (Organisation) und den Unterstützungsprozessen (Provider) verstanden wird. Es geht also nicht nur um Bewirtschaftungskosten von Gebäuden und Anlagen, sondern um die Art und Weise der Bereitstellung von Sekundärleistungen für das eigentliche Kerngeschäft. In Abgrenzung dazu sind aber die im Facilitymanagement-Markt agierenden Dienstleister sowohl immobilienbezogen als auch in nicht-immobilienbezogenen Dienstleistungen wie zum Beispiel Catering, Bereitstellung von Fahrdiensten oder Fuhrpark u. ä. aktiv. Diese Tätigkeiten werden in der Gesamtheit durch die DIN EN ISO 41011 als Facility Services beschrieben.
Umgangssprachlich wird manchmal auch der Begriff Objektbetreuung mit Facility Management gleichgesetzt. Dies ist in Hinblick auf die durch die HOAI als Leistungsumfang für Planer beschriebenen Prozesse in der Leistungsphase 9: Objektbetreuung falsch. Auch in den einschlägigen, deutschsprachigen Normen und Richtlinien (vgl. Abschnitt unten) gibt es keinen Hinweis, dass eine Gleichsetzung dieser beiden Begriffe vorgesehen ist.
Die Abgrenzung der im englischen Sprachgebrauch verbreiteten Begriffe Corporate-Real-Estate-Management (CREM) oder auch Corporate Real Estate Asset Management (CREAM) bzw. betriebliches Immobilienmanagement von Facility Management ist in der Literatur umstritten. Aus Sicht der CREM-Fachleute, werden unter CREM alle immobilienbezogenen Tätigkeiten eines Unternehmens verstanden, dessen Kerngeschäft nicht in der Immobilie liegt. CREM befasst sich mit der wirtschaftlichen Beschaffung, Bewirtschaftung und Verwertung der Liegenschaften von Fertigungs-, Handels- und Dienstleistungsunternehmen im Rahmen der Unternehmensstrategie. Die Liegenschaften dienen hierbei der Durchführung und Betreuung der Kernaktivitäten. Nach dieser Definition ist FM also Teil von CREM, aber CREM umfasst zusätzlich das Property Management, Asset Management und die Immobilienstrategie. Aus Sicht der FM-Fachleute sind zumindest Anteile aus dem betriebswirtschaftlichen, auf Vermögenswerte ausgerichteten Bereich vom CREM auch Teil des Strategischen Facility Management und eine Trennung der Begriffe ist nicht notwendig. Tatsache ist, dass CREM als Begrifflichkeit später geprägt wurde als FM. Im Jahr 1983 ergab eine Studie von Zeckhauser und Silverman, dass schätzungsweise zwischen 25 und 40 Prozent des Unternehmensvermögens aus Immobilien bestehen. Seitdem hat sich eine große Literatur über die strategische Bedeutung dieses Unternehmensvermögens entwickelt und der Begriff Corporate-Real-Estate-Management wurde eingeführt. Eine Theorie zur Entwicklung der Trennung des strategischen Teils des Arbeitsplatzmanagements vom operativen Teil ist das relativ schlechte Image, mit dem FM konfrontiert war.

## Historie
In der Literatur wird häufig beschrieben, dass der Begriff Facility Management erstmals in den 1950er Jahren durch die US-amerikanische Fluggesellschaft Pan-American World Services (PAWS) geprägt wurde. Damals war es das Ziel von FM, die Produktivität bei Betriebsführung und Wartung zu steigern. Die PAWS war Facility-Management-Dienstleister für die US Air Force und gilt als erstes externes Facility-Management-Unternehmen.
Die nächsten Meilensteine in der FM-Entwicklung sind rund 30 Jahre jünger und sprechen für das Corporate Facility Management, wie es sich heute etabliert hat. Im Jahr 1978 veranstaltete einer der weltweit größten Möbelhersteller auf einer Konferenz eine Umfrage, in der die Auswirkungen und der Einfluss gebäudespezifischer Faktoren auf die Produktivität eines Unternehmens untersucht wurden. Das Unternehmen hoffte, die Stagnation beim Verkauf seiner Möbel durch die Schaffung von Arbeitsplätzen aus ergonomischer und arbeitspsychologischer Sicht zu verbessern. Zu dieser Zeit war ein solches Denken zur Erreichung der zentralen Unternehmensziele völlig neu. Auf Grund eines auf dieser Konferenz getroffenen Beschlusses zur Gründung einer Arbeitsgruppe wurde im Jahr 1979 in Ann Arbor, Michigan das Facility Management Institute (FMI) gegründet. In der Folge setzt sich auch die Wissenschaft mit dem Thema auseinander. Kurze Zeit später, im Jahr 1980, gründeten während eines Seminars am Facility Management Institute in Ann Arbor etwa 40 Facility Management-Mitarbeiter aus verschiedenen Unternehmen und öffentlichen Einrichtungen die National Facility Management Association NFMA, die später nach der Aufnahme weiterer Länder zur International Facility Management Association IFMA wurde.
In Europa wurde Facility Management Mitte der 1980er Jahre eingeführt, zunächst in Großbritannien. Aus diesem Grund wurde im Jahr 1985 der Verband der Facility Manager (AFM) gegründet. Ein weiterer Meilenstein in der Geschichte des Facility Managements war der Aufbau eines europäischen Netzwerks im Jahr 1990 in Glasgow. Außerhalb der USA, Kanadas und Europas hat sich Facility Management auch in Australien und Japan etabliert.
Als Ziele der im Jahr 1989 gegründeten German Facility Management Association, kurz GEFMA, gelten die Aktivitäten des Facility Management in Deutschland zu fördern, um neben den unterschiedlichen Auffassungen aller am Markt Beteiligten einen Ausgleich auch durch Bündelung zu schaffen. Auch das Programm der IFMA Germany e. V. als der im Jahr 1996 gegründeten deutsche Landesgruppe der IFMA ist ähnlich. Nach anfänglichen Schwierigkeiten fördern die beiden Landesverbände nun den Aufbau eines Facility Managements in Deutschland durch gezielte Zusammenarbeit. Für das einheitliche Verständnis zu dem Begriff Facility Management in Deutschland war auch die Veröffentlichung der DIN EN 15221-1 und 15221-2 im Jahr 2007 von entscheidender Bedeutung.

## Leistungsumfang
Das Facilitymanagement sorgt als Sekundärprozess für einen langfristigen Erhalt oder eine Erhöhung der Vermögenswerte von Unternehmen in Form von Bausubstanz, Anlagen und Einrichtungen. Im deutschen Sprachgebrauch wird FM hauptsächlich auf Gebäude und Liegenschaften bezogen. Dabei wird der Begriff über den Leistungsumfang (Aufgaben) definiert. Die Aufgaben werden in den technischen, infrastrukturellen und kaufmännischen Bereich unterteilt. Als Beispiele können das Überwachen der technischen Gebäudeausrüstung (TGA), das Organisieren und Beauftragen von Gebäude-Dienstleistungen, das Erstellen von Ausschreibungsunterlagen für Umbau und Instandhaltung sowie das Beschaffungsmanagement für sämtliche Gebrauchsgüter von der Energie bis zum Werbemittel genannt werden.
Facilitymanagement ist ein ganzheitlicher, strategischer und lebenszyklusbezogener Managementansatz, um Facilities, ihre Systeme, Prozesse und Inhalte kontinuierlich bereitzustellen, funktionsfähig zu halten und an die wechselnden organisatorischen und marktgerechten Bedürfnisse anzupassen. Es optimiert so den Betrieb, die Wirtschaftlichkeit, die Nutzung, die Vermarktung und die Werterhaltung der gesamten Liegenschaften und Einrichtungen einschließlich aller hierfür notwendigen Prozesse und erreicht dadurch eine ganzheitliche und umfassende Immobilien-, Einrichtungs- und Infrastrukturerstellung, -bereitstellung und -bewirtschaftung mit dem Ziel, den Ertrag langfristig zu steigern, die Qualität zu sichern und Wert zu erhalten.

### Operatives Facilitymanagement
Es kennzeichnet Maßnahmen aus allen Bewirtschaftungskernaufgaben einer Liegenschaft und beinhaltet Hauptteile des klassischen Gebäudemanagements. Es sieht das Gebäude jedoch aus ganzheitlicher Sicht über dessen gesamte Lebensdauer und Nutzungsbestimmung in Abstimmung mit der strategischen Unternehmensausrichtung.
Dabei gibt es die Eigentümersicht, die den Gebäudebetrieb zu garantieren hat, und die Nutzersicht – alle Unternehmungen vom Singlehaushalt über Verwaltung, Produktion bis zum Altenheim. Die Eigentümersicht ES wird geprägt durch alle Leistungen des Immobilien- und Gebäudemanagements und die Nutzersicht NS durch die Organisation aller Bedarfe im Rahmen des Facilitymanagement rund um die Wertschöpfung, die in der jeweiligen Immobilie durchgeführt wird. Ist der Eigentümer = Nutzer integriert das Facilitymanagement das Immobilien- und Gebäudemanagement.
Hierfür werden verschiedene Bereiche, Aufgaben und Programme unterschieden.
- Das Kaufmännische Management stellt die Wirtschaftlichkeit des Gebäudebetriebes (ES) und des Arbeitsplatzbetriebs (NS) sicher und umfasst alle kaufmännischen Leistungen unter Beachtung der Immobilienökonomie (ES) und betriebswirtschaftlichen Ökonomie einer Unternehmung (NS).[18]
- Das Technische Management umfasst Leistungen, die zum Betreiben und Bewirtschaften der baulichen, technischen Anlagen und Einrichtungen eines Gebäudes (ES) und der Bereitstellung des Arbeitsplatzes (NS) und deren Prozesse erforderlich sind.[18]
- Das Infrastrukturelle Management erbringt und überwacht die bedarfsgerechten gebäudebezogenen (ES) und die wertschöpfungsunterstützenden (NS) Dienstleistungen.
- Querschnittsaufgaben stellen ihre Aktivitäten allen Kernbereichen zur Verfügung wie z. B. das Flächenmanagement, welches so die Verwaltung und Nutzung von Flächen organisiert und eine ständige Flächenoptimierung bei Belegschafts-, Nutzungsänderungen, Neu- bzw. Umbaumaßnahmen durchführt.[19]

Einen wichtigen Aspekt stellt die Betreiberverantwortung dar. Sie besteht gegenüber den Nutzern, der Umwelt, Dritten und Behörden. Der Facilitymanager ist für die Organisation und Durchführung verantwortlich. Zur Betreiberverantwortung gehört die Ergreifung von Schutzmaßnahmen für den Betrieb, der Umweltschutz, die Verkehrssicherungspflicht und die Pflicht, Behörden Auskunft zu erteilen.

### Strategisches Facilitymanagement
Die Ausrichtung des strategischen Facilitymanagements leitet sich direkt aus der jeweiligen Unternehmensstrategie ab.
Die Strategie bestimmt, in welchen Geschäftsfeldern ein Unternehmen tätig sein soll, wie der Wettbewerb in diesen Geschäftsfeldern zu bestreiten ist und was die langfristige Erfolgsbasis oder Kernkompetenz des Unternehmens darstellt. Während in fast allen Unternehmensbereichen schon seit vielen Jahren Maßnahmen zur Strategieumsetzung getroffen werden, erfolgt dieses im Facilitymanagement nur unzureichend. Dies zeigt, dass das Facilitymanagement erst in geringem Maße als strategische Ressource von den meisten Unternehmen erkannt wird, obwohl dadurch ein zunehmend erfolgskritischer Wettbewerbsfaktor latent vorhanden ist. Auch wird im Instrument der Wertkettenanalyse von Porter die Bedeutung der Liegenschaftsaktivitäten zur Erzielung von Wettbewerbsvorteilen nur unzureichend berücksichtigt. Diese Vernachlässigung einer wertorientierten Betrachtung des Immobilienvermögens gerade in non-property-companies basiert auf der Unterschätzung seiner Relevanz auf den Gesamtunternehmenserfolg durch das Top-Management.
Die nachfolgenden Zahlen verdeutlichen jedoch den Stellenwert der Immobilien für den Unternehmenserfolg, welcher sich aus der Kapitalbindung ergibt:
- Das Anlagevermögen von Industrieunternehmen besteht zu 30 bis 40 Prozent aus Eigentum an Grund und Boden sowie Immobilien.
- Die immobilienbezogenen Kosten, bezogen auf die Bilanzsumme als Kennziffer, machen circa 10 Prozent aus.
- Nach den Personalkosten nehmen die Immobilienkosten den zweiten Platz der Ausgaben in der GuV ein.
- Bei Industrieunternehmen betragen die Immobilienkosten etwa 5 Prozent des Umsatzes, bei Dienstleistungsunternehmen sogar 7 bis 9 Prozent.

Das Top-Management, welches Immobilien als Teil der Unternehmensstrategie begreift und behandelt, kann durch einen aktiven und ergebnisorientierten Umgang mit ihnen einen positiven Beitrag zum Unternehmensergebnis erwirtschaften und so die Wettbewerbsfähigkeit steigern. Die Unternehmen erreichen dadurch einen entscheidenden Wettbewerbsvorteil. Deshalb ist die Bedeutung des Facility-Managements auch und gerade für Non-property-Unternehmen so wichtig. Trotzdem verfügen die meisten Unternehmen noch nicht einmal über ein Informationssystem, das aktuelle, grundstücks- und gebäudebezogene Daten bereithält.

## Marktvolumen und Anbieter
Einer Studie von Roland Berger Strategy Consultants aus dem Jahr 2012 zufolge sollte für das Facilitymanagement der Markt für Energie- und Ressourceneffizienz im Gebäudemanagement bis 2020 um jährlich 6,5 Prozent wachsen. Im Jahr 2017 ist das Marktvolumen für Facility Services deutlich langsamer gewachsen. Nach Wachstumsraten von 5 Prozent im Jahr 2015 und 4,2 Prozent im Jahr 2016, betrug das Wachstum im Jahr 2017 nur 1,5 Prozent. Die Facility Management-Branche trug im Jahr 2016 laut GEFMA über 134 Milliarden Euro zur deutschen Bruttowertschöpfung bei. Im Jahr 2014 umfasste das Bewirtschaftungsvolumen von Facilitymanagement in Deutschland mit über 4,5 Millionen Erwerbstätigen von knapp 206 Milliarden Euro sowie eine Bruttowertschöpfung von 130 Milliarden Euro. Dies entsprach einen Anteil von 5,42 Prozent am Bruttoinlandsprodukt.
In den Jahren 2016 und 2017 bestimmten die folgenden Unternehmen maßgeblich den deutschen Markt für Facility Services:
|      |                                        | Umsatz in Deutschland in Mio. Euro | Umsatz in Deutschland in Mio. Euro | Mitarbeiter in Deutschland | Mitarbeiter in Deutschland |
| Rang | Unternehmen                            | im Jahr 2016                       | im Jahr 2017                       | im Jahr 2016               | im Jahr 2017               |
| ---- | -------------------------------------- | ---------------------------------- | ---------------------------------- | -------------------------- | -------------------------- |
| 1    | Spie GmbH                              | 1.400                              | 1.500                              | 9.700                      | 10.800                     |
| 2    | Apleona GmbH                           | 1.433,9                            | 1.477,9                            | 13.090                     | 13.540                     |
| 3    | Wisag Facility Service Holding         | 1.016,3                            | 1.067,4                            | 31.141                     | 32.102                     |
| 4    | Strabag Property and Facility Services | 993                                | 994                                | 11.700                     | 11.704                     |
| 5    | Dussmann Service Deutschland           | 890                                | 870                                | 22.400                     | 23.500                     |
| 6    | Gegenbauer Holding                     | 657                                | 667                                | 16.993                     | 17.212                     |
| 7    | Compass Group Deutschland              | 666                                | 646                                | 15.000                     | 15.000                     |
| 8    | Engie Deutschland                      | 557                                | 628                                | 2.302                      | 2.524                      |
| 9    | Piepenbrock Facility Management        | 503                                | 564                                | 26.006                     | 26.600                     |
| 10   | Kötter Unternehmensgruppe              | 545                                | 549                                | 18.900                     | 18.600                     |

Im Jahr 2013 bestimmten die im nachfolgenden Ranking aufgeführten Anbieter maßgeblich den deutschen Markt für Facility Services. Die Aufnahme in des nachfolgenden Rankings unterliegt genau definierten Kriterien. Mindestens 66 Prozent des Umsatzes resultieren aus externen Aufträgen, mindestens 66 Prozent des Facility-Service-Umsatzes bestehen aus infrastrukturellem und technischem Gebäudemanagement. Die Angaben wurden bereinigt durch Umsätze mit Servicegesellschaften und Organschaften.
| Rang | Unternehmen                                      | Umsatz in Deutschland in Mio. Euro | Mitarbeiter in Deutschland |
| ---- | ------------------------------------------------ | ---------------------------------- | -------------------------- |
| 1    | Bilfinger Facility Services (seit 2016: Apleona) | 1.187,0                            | 11.840                     |
| 2    | Strabag Property and Facility Services           | 871,0                              | 9.300                      |
| 3    | Wisag Facility Service 1                         | 819,0                              | 30.256                     |
| 4    | Dussmann Service Deutschland 2 *                 | 785,0                              | 23.350                     |
| 5    | Spie GmbH 3 *                                    | 650,0                              | 4.300                      |
| 6    | Compass Group Deutschland                        | 645,0                              | 16.000                     |
| 7    | Sodexo Beteiligungs B.V. 4                       | 490,0                              | 9.296                      |
| 8    | Cofely Deutschland Gruppe 5                      | 463,0                              | 1.905                      |
| 9    | Piepenbrock Facility Management 6                | 435,4                              | 25.337                     |
| 10   | Gegenbauer                                       | 429,8                              | 15.020                     |

In der Schweiz ist die ISS Facility Services AG aus Zürich (Tochterunternehmen des Dänischen Konzerns ISS A/S) mit einem Umsatz von mehr als 800 Millionen Schweizer Franken der dominierende Anbieter. Auf Rang zwei folgt Bouygues Energies & Services vor Vebego, CBRE, CHF Engie und Honegger.

## Techniken
Als computer-aided facility management (CAFM), wird die Unterstützung des administrativen Facilitymanagements durch die Informationstechnik bezeichnet. Die Arbeitsplätze des Facilitymanagements selbst werden unter anderem unterstützt durch Gebäudeautomation, Brandmeldeanlage, Videotechnik, Elektroakustische Anlage. Ziel der Gebäudeautomation ist es, Funktionsabläufe gewerkeübergreifend und selbständig durchzuführen, deren Bedienung zu vereinfachen oder zu überwachen. Sensoren, Aktoren, Bedienelemente, Verbraucher und andere technische Einheiten im Gebäude werden miteinander vernetzt. Abläufe können in Szenarien zusammengefasst werden. Kennzeichnendes Merkmal ist die dezentrale Anordnung der Steuerungseinheiten sowie die durchgängige Vernetzung mittels eines Bussystems. Weiterhin gehören technische Anlagen für Safety, Sicherheit im Sinne der übergreifenden Betriebssicherheitsverordnung dazu, die u. a. unter dem Dach der Gebäudeleittechnik als Hilfs- und Steuerungssysteme vom Facilitymanagement innerhalb des Gebäudemanagements genutzt werden. Zum Facilitymanagement gehören auch die technischen Vorrichtungen, die der Sicherheit dienen, siehe Sicherheit, Technik für elektrische und elektronische Sicherheitssysteme, siehe Sicherheitssystem, gebäudetechnische Anlagen, die der Gebäudesicherheit dienen, sowie in der Informationstechnik die Methoden der Informationssicherheit.

## Fachbestandteile
Von der GEFMA sind in den Richtlinien 600ff Berufsbilder im Facilitymanagement veröffentlicht worden.
Die fachlichen Bestandteile weisen folgende Struktur auf:
- Grundlagen
  - Naturwissenschaften / Technik / Informatik
  - Wirtschaftswissenschaften/Management
- Kernfächer
  - technisches Management
  - kaufmännisches Management, vgl. u. a. auch Verwaltung
  - infrastrukturelles Management
  - Flächenmanagement gemäss DIN 32736: Gebäudemanagement – Begriffe und Leistungen

### Kompetenzbereiche
Aus Sicht der IFMA beschäftigt sich das Facilitymanagement mit den Kompetenzbereichen Betrieb und Instandhaltung, Immobilien und Liegenschaften, Mitarbeiter- und Umweltfaktoren, Planung und Projektmanagement, Facility Function, Finanzierung, Qualitätsbewertung und Innovation, Kommunikation sowie Technik.

### Aus- und Weiterbildung
Das Facilitymanagement kann in Deutschland sowohl an Universitäten als auch an Fachhochschulen sowie im Fernstudium in speziellen Studiengängen studiert werden. Darüber hinaus gibt es andere Studienfächer, etwa Bauingenieurwesen oder Architektur, in denen das Facilitymanagement als Vertiefungsrichtung angeboten wird.
Des Weiteren werden die Inhalte von Facilitymanagements auch in diversen Fortbildungsmaßnahmen gelehrt. Hierzu gehört die Fortbildung zum Fachwirt für Gebäude- und Facility Management ein integriertes Ausbildungskonzept in Zusammenarbeit den Handwerkskammern und des IntegrationsModell Bayreuth - IMB. Anzumerken ist, dass der Abschluss „Fachwirt/in für Gebäudemanagement (HWK) und Facility Management (IMB)“ bundesweit anerkannt ist, was reine „Verbandszertifikate“ nicht sind. Der Lehrgang steht unter staatlicher Aufsicht in Körperschaft der Staatlichen Zentralstelle für Fernunterricht (ZFU). Aus dem Stundenumfang und der inhaltlichen Tiefe des Lehrgangs in Verbindung mit der bundesweiten Anerkennung und der ZFU-Zulassung resultiert die Zuordnung des Abschlusses zur „Meister-plus-Ebene“ durch das „Ministerium für Bildung und Kultus, Wissenschaft und Kunst“.
Das Gebäudemanagement ist ein Teilbereich des Facilitymanagement das sich mit der Bewirtschaftung von bestehenden Gebäuden und technischen Anlagen beschäftigt. Dagegen betrachtet das Facilitymanagement die Immobilie in ihrem gesamten Lebenszyklus. Eine ähnliche Fortbildung ist dabei das Seminar der GEFMA mit dem Verbandsinternen Zertifikat zum Fachwirt Facility Management (GEFMA), welcher vielfältige Aspekte innerhalb des Gebäudemanagements untersucht und von verschiedenen Weiterbildungsträgern wie der Technische Akademie Wuppertal angeboten wird.

## Organisationen, Verbände, Vereine
- Corenet Global Inc. Internationaler Fachverband für Corporate-Real-Estate-Management[30]
- EuroFM: European facility management association[31]
- fma: Facility Management Association of Australia[32]
- fmpro: Schweizerischer Verband für Facilitymanagement und maintenance setzt sich nach eigenen Angaben für die Bedürfnisse seiner Mitglieder in der ganzen Breite ein. Sie fördert durch ihre Aktivitäten den Stellenwert und das Verständnis für die FM-Branche in Wirtschaft und Öffentlichkeit.[33]
- GEFMA (German Facility Management Association): Ein Schwerpunkt der Aktivitäten liegt bei der Erstellung von Richtlinien. Ein weiterer Schwerpunkt ist die Zertifizierung von qualifizierten Bildungsträgern für das Facilitymanagement.[34]
- IFMA International Facility Management Association. Besonderes Augenmerk wird auf das Thema qualifizierte Ausbildung gelegt (Kompetenzentwicklung).[35]
- RealFM e. V. (Association for Real Estate and Facility Managers): Europäisch ausgerichteter Berufsverband für Real-Estate- und Facility-Manager. Im Mittelpunkt der Aktivitäten stehen die Verknüpfung der Aufgaben von Immobilien- und Facilitymanagement sowie die Gestaltung der Schnittstellen zwischen allen an diesen Prozessen Beteiligten.[36]
- VBI (Verband Beratender Ingenieure, Berlin): Erarbeitung der AHO Nr. 16 „Facility Management Consulting“, in der aktuellen 3. Auflage (Bundesanzeiger-Verlag).[37]

## Normen und Richtlinien
- DIN EN ISO 41001: Facility Management Managementsysteme – Anforderungen mit Anlagen für die Anwendung.
- DIN EN ISO 41011: Facility Management – Begriffe.
- DIN EN ISO 41012: Facility Management – Leitfaden zur strategischen Beschaffung und der Entwicklung von Vereinbarungen.
- DIN EN 15221: Facility Management (Teil 2 bis 7).
- DIN 32736: Gebäudemanagement – Begriffe und Leistungen (plus ein Beiblatt zur Gegenüberstellung von Leistungen).
- DIN 32835: Technische Produktdokumentation – Dokumentation für das Facility Management (Teil 1 und 2).
- GEFMA 100: Facility Management (Teil 1 und 2).
- GEFMA 110: Einführung von Facility Management – Vorgehen bei der FM-Einführung in Unternehmen und öffentlichen Verwaltungen.
- GEFMA 160: Nachhaltigkeit im Facility Management – Grundlagen und Konzeption.
- GEFMA 200: Kosten im Facility Management – Kostengliederungsstruktur zu GEFMA 100.
- VDI 3810: Betreiben und Instandhalten von gebäudetechnischen Anlagen (acht Blätter).
- VDI 4703: Facility Management – Lebenszykluskostenorientierte Ausschreibung.
- VDI 6009: Facility Management (drei Blätter).
- VDI 6026, Blatt 1.1: Dokumentation in der TGA – Facility Management-spezifische Anforderungen.
- VDI 6039: Facility Management – Inbetriebnahmemanagement für Gebäude.
- VDI 6041: Facility Management – Technisches Monitoring von Gebäuden und TGA.
- CRB/IFMA Schweiz Richtlinie: ProLeMo – Prozess-/Leistungsmodell im Facility Management, 2009, ISBN 978-3-7281-3214-7.
- IFMA Schweiz: Lebenszykluskosten-Ermittlung von Immobilien: Modell inkl. Anwendungstool. 2010, ISBN 978-3-7281-3364-9.